# Akklimatisation

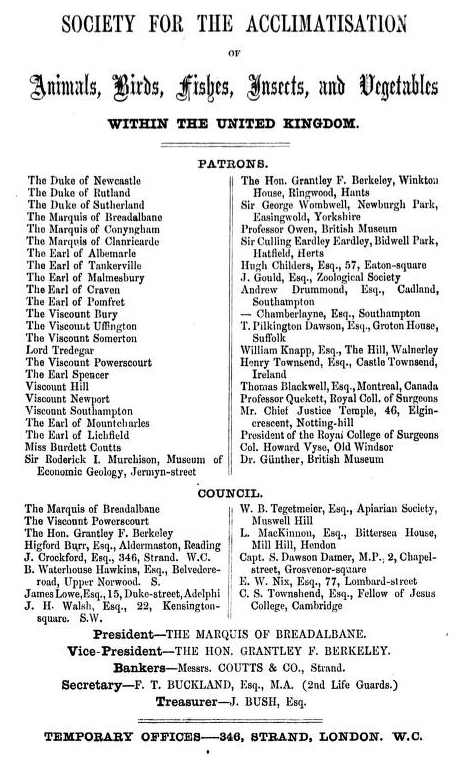
Erster Bericht mit Mitgliederliste der Acclimatisation Society von Großbritannien (1861), eine private Gesellschaft, die zur Einbürgerung nicht ansässiger Arten zur Bereicherung der Artenvielfalt aufrief

Unter einer Akklimatisation oder auch Akklimatisierung versteht man die individuelle physiologische Anpassung eines Organismus innerhalb seiner genetischen Vorgaben an sich verändernde Umweltfaktoren, wobei diese Anpassung selbst reversibel (umkehrbar) ist.

## Klimaumstellung

### Mensch und Tiere
Die Anpassung an eine andere Klimazone, insbesondere an ungewohnte Temperatur, Luftfeuchte oder UV-Index, bedeutet eine Akklimatisation an das Klima (woher der Begriff „Akklimatisation“ stammt). Zur Vorbereitung kann regelmäßiges körperliches Training helfen. Die wichtigste Maßnahme vor Ort ist eine zweckmäßige Kleidung und reduzierte körperliche Belastung. Vor Ort unterstützen verlängerte Aufenthalte in temperierten Räumen die Umstellungsphase der ersten ein bis zwei Wochen. Besondere Klimazonen erfordern sehr unterschiedliche Vorkehrungen: Regelmäßiges Trinken ist in ariden Klimaten wichtig und gebietet, über das Trinkbedürfnis hinausgehende Aufmerksamkeit auf die Flüssigkeitsaufnahme, während in polarem Klima auf gut isolierende Kleidung geachtet werden muss. Besonders schwierig fällt die Umstellung von gemäßigter Zone auf eine feuchttropische Klimazone.
Die Akklimatisation an höhere Temperaturen erfolgt physiologisch durch abgesenkten Puls, verminderte Rektaltemperatur, dem Empfinden von Überanstrengung, erhöhtem Plasmavolumen und gesteigerter Schweißbildung sowie vermehrtem Einbau von Proteinen in Zellmembranen, darunter auch Hitzeschockproteine. Eine verstärkte Pigmentbildung ist eine Akklimationsleistung an einen höheren UV-Index. Trotzdem empfehlen Dermatologen und Krebsmediziner einen ständigen Schutz durch Sonnencremen.
Das Problem der Klimaumstellung betrifft nicht allein den mobilen Menschen. Gerade sessile Lebensformen stehen vor der Herausforderung, Klimaänderungen durch Akklimatisationen (und evtl. auch durch evolutionäre Anpassungen) zu kompensieren, etwa Korallen, wenn sie höheren Wassertemperaturen ausgesetzt sind. Ebenso sind Fische Temperaturwechseln ausgesetzt und haben entsprechende Anpassungsmechanismen entwickelt.
Aber auch Haustiere, die lebend in entfernte Gebiete exportiert werden, müssen sich akklimatisieren. Nach Überführen vom gemäßigten Klima Mitteleuropas in das semiaride Tropenklima Nordost-Brasiliens wurden Kühe bei Temperaturen über 30 °C stündlich für 10 Minuten mit Wasser bespritzt und zwei Mal täglich gefüttert. Unter diesen Bedingungen dauerte ihre Klimaumstellung etwa eineinhalb Jahre.

### Pflanzen
Ebenso besitzen Pflanzen Mechanismen der Klimaanpassung, insbesondere der saisonalen Anpassung, schließlich müssen sie mit den Bedingungen an ihrem Standort bedingungslos zurechtkommen.

## Höhenakklimatisation bei Lungenatmern
Der Luftdruck sinkt mit zunehmender Höhe ab und damit auch der Sauerstoff-Partialdruck. Ein geringerer Sauerstoffpartialdruck hat eine geringere Sauerstoffsättigung des Blutes zur Folge.
Die frühen Veränderungen in ungewohnter Höhenlage äußern sich in:
- veränderter Atmung wie Hyperventilation, Kurzatmigkeit oder Cheyne-Stokes-Atmung
- vermindertem Harnlassen
- Schlafstörungen und sonderbaren Träumen
- oft quälendem Kopfschmerz (Hirnödem, genauer Höhenhirnödem) mit Verwirrtheit und Sinnestäuschungen.

Ohne Akklimatisation kann sich der Zustand zu einer Höhenkrankheit entwickeln. Als Gegenmaßnahme bei leichten Beschwerden kann pausiert werden oder ein (vorübergehender) Abstieg erforderlich sein. Bei ernsthaften Beschwerden ist ein rascher dauerhafter Abstieg nötig.
Zur Vorbereitung auf größere Höhen kann ein Höhentraining in moderater Höhenlage sinnvoll sein. Für die Steigerung der Leistungsfähigkeit in größeren Höhen kann auch ein spezielles Trainingsprogramm in größeren Höhen absolviert werden. Allerdings rührt die Effektivität eines Trainings in größerer Höhenlage primär aus der Akklimatisation während der Trainingszeit her.
Aufgrund der unterschiedlichen Fähigkeit zum hypoxischen Atemantrieb verläuft eine Anpassung individuell. Der Anpassungsprozess, der in verschiedenen Stufen abläuft, ist noch nicht vollständig verstanden. Zunächst erhöhen sich Atem- und Herzminutenvolumen, um dem gesunkenen O2-Partialdruck entgegenzuwirken. Dadurch bedingt, entsteht eine respiratorische Alkalose, die der trainierte Körper in der Regel kompensieren kann. Mit dem alveolo-vaskulären Reflex wird der Sauerstoffaustausch von Alveolen und Lungenkapillaren verbessert. Im Blut kommt es zu einer Linksverschiebung der Hämoglobin-Bindungskurve, induziert durch die respiratorische Alkalose. Bei anhaltendem Sauerstoffmangel wird nach einigen Tagen Aufenthalt in ungewohnter Höhe vermehrt Erythropoietin an das Plasma abgegeben. Die so intensivierte Erythropoese (Blutbildung) führt zur Produktion von mehr Erythrozyten. Durch die höhere Anzahl roter Blutkörperchen wird die Sauerstoffaufnahme- und -transportkapazität des Blutes effektiv verbessert. So steigt der Hämatokrit stark an, was die Fließeigenschaften des Blutes verschlechtert und eine höhere Thromboseneigung mit sich bringt. Gleichzeitig erfolgen andere Anpassungen, wie eine Erhöhung des Testosteronwerts.
Der Organismus der meisten Säugetiere kann sich aufgrund der Senkung des kritischen Sauerstoffpartialdrucks durch chemosensorisch aktivierte Atemzeitvolumen-Erhöhung trotz vermehrt produzierter Erythrozyten dauerhaft meist nur unterhalb 5000 m anpassen, in größeren Höhen setzt langfristig der Abbau mehrerer Körperfunktionen ein, soweit nicht auch hereditäre Höhenanpassungen vorliegen.
Merkmale für eine erfolgreich verlaufene Akklimatisation sind:
- ein auf Normalwert zurückgekehrter Ruhepuls
- trainingsgemäße Ausdauerleistung
- vertiefte Atmung in Ruhe und unter Belastung
- vermehrtes Urinieren
- ausreichende Sauerstoffsättigung des Blutes.

### Akklimatisation im Leistungssport
Spätestens seit der Vorbereitung auf die Olympischen Sommerspiele 1968 in Mexiko-Stadt (2200 m) weiß man, dass sich Höhentraining bei Sportarten mit Ausdauerelementen positiv auf die Leistungen gerade auch im Spitzenbereich auswirkt. Seit dieser Zeit wird systematisch an der Höhenakklimatisierung vor allem unter dem Gesichtspunkt des Trainings unter Höhenbedingungen und Leistung im Flachland geforscht. Da der Verlust der Höhenanpassung gerade bei Wettkämpfen im Turnier schneller verläuft, als es für den Wettkampf wünschenswert ist, wird inzwischen auch die künstliche Akklimatisierung durch Räume und/oder Zelte verwendet, um die Anpassung trotz Wettkämpfe im Flachland möglichst lang zu konservieren. Die ersten solcher Räume wurden in der ehemaligen DDR in der Sportschule Kienbaum verwendet.

## Anpassung an wechselnden Salzgehalt bei Knochenfischen
Sessile wie mobile wasserlebende Organismen sind manchmal, insbesondere im Bereich abflussloser Binnenseen oder Ästuaren, besonders in gezeitengeprägten Deltas, dazu gezwungen, sich an wechselnde Temperaturbedingungen und Salzkonzentrationen anzupassen, oft sehr rasch. Dazu sind insbesondere Brackwasserbewohner befähigt. Die Osmoregulation stellt hohe Anforderungen an die Anpassungsfähigkeit.

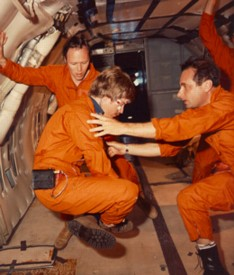
Angehende Astronauten der NASA akklimatisieren sich unter der Anleitung des kanadischen Weltraummediziner Douglas Watt (oben links) an die Schwerelosigkeit in einem KC-135-Flugzeug während kurzer Parabolflügen.

## Anpassung an die Schwerelosigkeit
Eine Anpassung an den Zustand der Schwerelosigkeit ist vielen nicht im Wasser lebenden Organismen möglich, obgleich eine evolutionär herausgebildete Bereitschaft dazu wohl kaum entwickelt wurde. Eine mangelnde Akklimatisation an die Bedingungen der Schwerelosigkeit, mit Unwohlsein verbunden, ist die Raumkrankheit, die ähnlich der Seekrankheit durch eine Störung des Gleichgewichtsorgans verursacht ist.